# Aar-Bote
Der Aar-Bote war eine Lokalausgabe des ehemaligen Wiesbadener Tagblatts und eine ehemals selbständig erscheinende Tageszeitung im nordwestlichen Teil des Rheingau-Taunus-Kreises im westlichen Untertaunus auf dem Gebiet des westlichen Hintertaunus. Sitz der Lokalredaktion war Bad Schwalbach. Der Name leitete sich vom Flüsschen Aar ab. Die Zeitung wurde zum 1. Januar 2020 eingestellt. Seitdem trägt die Untertaunus-Ausgabe des Wiesbadener Kuriers noch die Zusatzbezeichnung Aar-Bote im Untertitel, was an die frühere Tageszeitung erinnert.
Der Aar-Bote wurde 1861 von der Bad Schwalbacher Familie Wagner gegründet. Die erste Probeausgabe erschien am 7. September 1861. Seit 1880 erscheint der Aar-Bote täglich.
1951 verkaufte die Familie Wagner die Zeitung an die Mainzer Verlagsanstalt, die später in die VRM (Medienunternehmen) überging. 2011 wurde die Zeitung 150 Jahre alt, was mit einer Talkrunde zur Geschichte des Aar-Boten, einem Stand bei der Großveranstaltung Fahr zur Aar, durch eine Sonderbeilage und durch zahlreiche Auszüge historischer Zeitungsinhalte begangen wurde.
Der Aar-Bote ist Teil der Rhein Main Presse und wird von der VRM (Medienunternehmen) herausgegeben. Konkurrent ist die Untertaunus-Ausgabe des Wiesbadener Kuriers.
Chefredakteur ist Friedrich Roeingh, Lokalredakteure in Bad Schwalbach sind Susanne Stoppelbein und Hannelore Wiedemann.